# Port de Miami

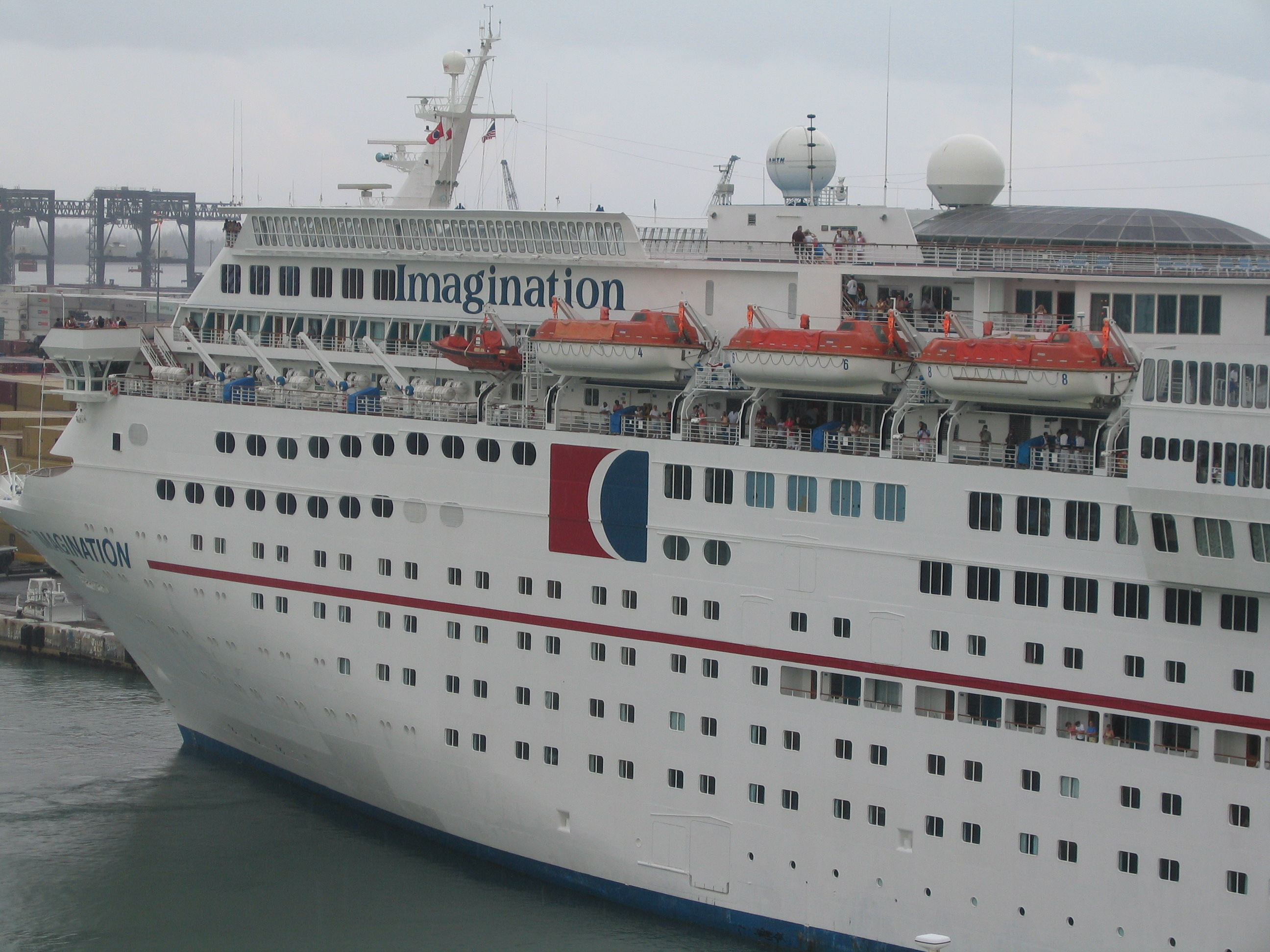
Le Carnival MS Imagination en escale à Miami

Le Port de Miami est un port maritime situé à Miami en Floride (États-Unis). Il est considéré comme le principal port de croisière de la planète et un centre majeur de transit marchandise à destination des Amériques. 

## Présentation
Le port de Miami contribue de façon importante à l'économie du pays. En moyenne, près de quatre millions de passagers de croisière l'utilisent annuellement, plus de neuf millions de tonnes de cargaison et plus d'un million d'EVP (conteneurs) transitent par le port maritime. Cette combinaison d'activités de croisière et de transport de marchandises génère environ 98 000 emplois, et a un impact économique dans le comté de Miami-Dade pour plus de 12 milliards dollars.
Afin de maintenir son niveau, un programme de développement de plus de 250 millions de dollars a été engagé pour adapter les infrastructures aux demandes changeantes des opérateurs, des passagers, des expéditeurs et des transporteurs[Quand ?]. Le 9 septembre 2018, Disney Cruise Line et le port de Miami annoncent un accord pour des croisières depuis Miami à partir de 2023 avec deux navires et un potentiel nouveau terminal,.